# 帕西奇纳 (伊万诺-弗兰科夫斯克州)
帕西奇納（烏克蘭語：Пасічна）是烏克蘭的村落，位於該國西部伊萬諾-弗蘭科夫斯克州，由纳德维尔纳区帕西奇納市鎮負責管轄，始建於1560年，面積8平方公里，人口4,800。